# Breynia fruticosa
Breynia fruticosa är en emblikaväxtart som först beskrevs av Carl von Linné, och fick sitt nu gällande namn av Johannes Müller Argoviensis. Breynia fruticosa ingår i släktet Breynia och familjen emblikaväxter. Inga underarter finns listade i Catalogue of Life.